# Mandre
Mandre so manjše naselje s pristanom na otoku Pagu (Hrvaška).
Mandre so naselje s slikovitim pristanom ob manjšem zalivu obdanim z borovim gozdičkom na zahodni strani Šimonskega polja. Kraj je s cesto povezan z ostalimi naselji otoku.
Vzdolž zaliva so lepe plaže in čisto morje. Vstop v zaliv je zavarovan z dvema manjšima valobranoma. V dnu zaliva sta dva manjša pomola, pri katerih je morje globoko do 3 metre. Sidrišče je tudi sredi zaliva, ki je odprt severozahodnim vetrovom. Globina morja v zalivu je do 12 metrov.

## Demografija
| Pregled števila prebivalcev po letih | Pregled števila prebivalcev po letih | Pregled števila prebivalcev po letih | Pregled števila prebivalcev po letih | Pregled števila prebivalcev po letih | Pregled števila prebivalcev po letih | Pregled števila prebivalcev po letih | Pregled števila prebivalcev po letih | Pregled števila prebivalcev po letih | Pregled števila prebivalcev po letih | Pregled števila prebivalcev po letih | Pregled števila prebivalcev po letih | Pregled števila prebivalcev po letih | Pregled števila prebivalcev po letih | Pregled števila prebivalcev po letih | Pregled števila prebivalcev po letih |
| ------------------------------------ | ------------------------------------ | ------------------------------------ | ------------------------------------ | ------------------------------------ | ------------------------------------ | ------------------------------------ | ------------------------------------ | ------------------------------------ | ------------------------------------ | ------------------------------------ | ------------------------------------ | ------------------------------------ | ------------------------------------ | ------------------------------------ | ------------------------------------ |
| 1857                                 | 1869                                 | 1880                                 | 1890                                 | 1900                                 | 1910                                 | 1921                                 | 1931                                 | 1948                                 | 1953                                 | 1961                                 | 1971                                 | 1981                                 | 1991                                 | 2001                                 | 2011                                 |
| 0                                    | 0                                    | 1                                    | 0                                    | 8                                    | 5                                    | 5                                    | 0                                    | 24                                   | 41                                   | 73                                   | 65                                   | 87                                   | 160                                  | 276                                  | 395                                  |